# Məhyəddin Allahverdiyev
Məhyəddin İsmayıl oğlu Allahverdiyev (ros. Махяддин Исмаил оглы Аллахвердиев Machiaddin Ismaił ogły Ałłachwierdijew; ur. 8 maja 1962 w Sumgaicie) – azerski i radziecki zapaśnik walczący w stylu klasycznym. Olimpijczyk z Seulu 1988, gdzie zajął czwarte miejsce w kategorii do 48 kg. Trzykrotny złoty medalista Mistrzostw Świata w latach 1985-87. Mistrz Europy z 1984. Pierwszy w Pucharze Świata w 1987 roku.
Złoty medalista mistrzostw ZSRR w 1984, srebrny w 1985 roku.